# Amelunxen (Adelsgeschlecht)

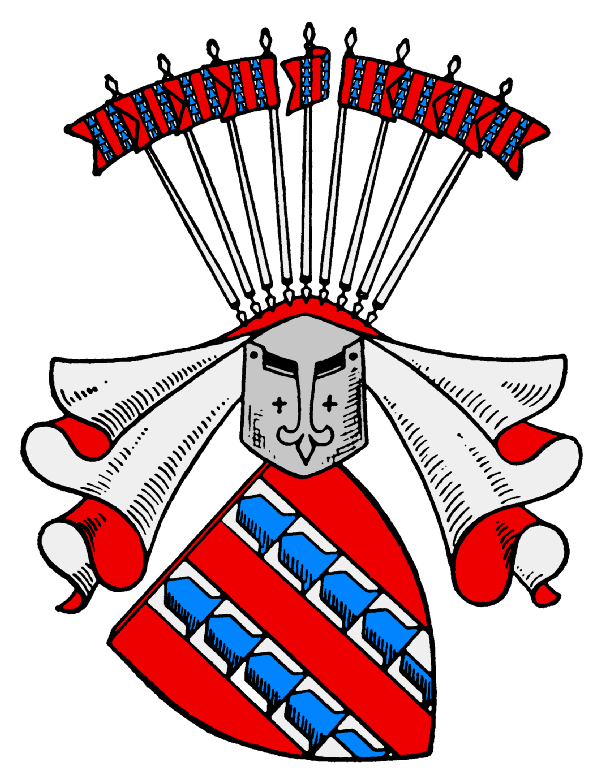
Stammwappen derer von Amelunxen

Amelunxen ist der Name eines alten westfälisch-niedersächsischen Adelsgeschlechts. Die Herren von Amelunxen gehören zum Uradel in Ostwestfalen. Zweige der Familie bestehen bis heute.

## Geschichte

### Herkunft
Erstmals urkundlich erwähnt wird das Geschlecht im Jahre 1147 mit Hereboldus de Amelungessen et filius eius Conradus. Die Stammreihe beginnt mit Herbold von Amelunxen, der 1303 bis 1326 in Urkunden genannt wird.

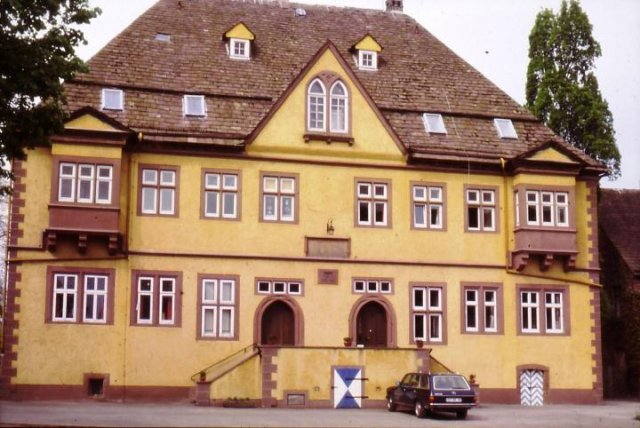
Schloss Amelunxen

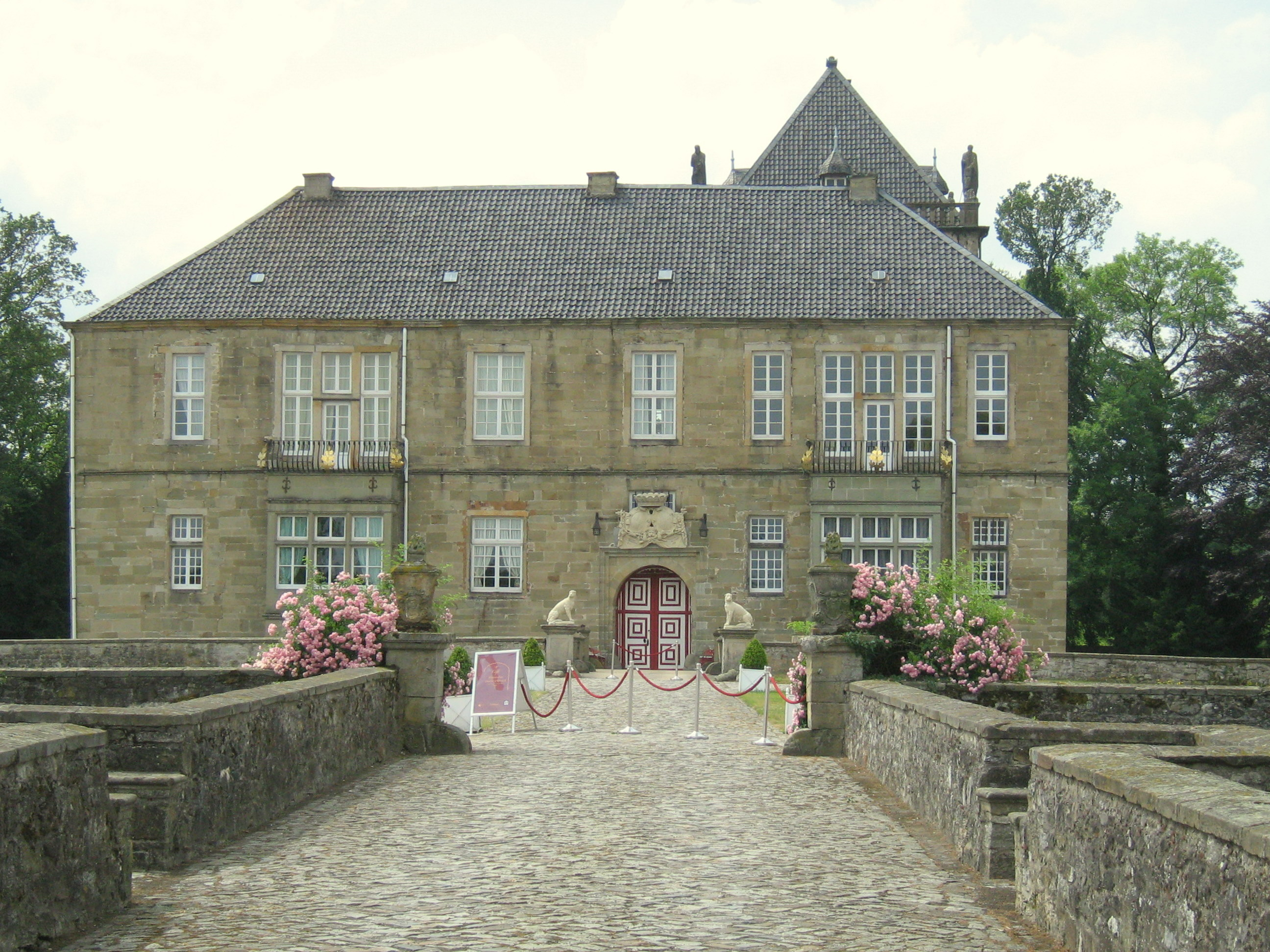
Schloss Gesmold

Amelunxen, der gleichnamige Stammsitz der Familie, erscheint bereits im Jahre 1072 erstmals urkundlich (als Amelunchsum) und ist heute ein Stadtteil von Beverungen im Kreis Höxter.

### Ausbreitung und Besitzungen
Im unweit von ihrem Stammsitz gelegenen Zisterzienserkloster Amelungsborn besaßen Angehörige schon früh eine Erbvogtei. Zu ihren älteren westfälischen Besitzungen gehörten Haus Aussel in Batenhorst, Drenke (heute Ortsteil von Beverungen) und Waldhof. In Pfandbesitz war das Amt Reckenberg.
1530 besaßen die Herren von Amelunxen calenbergische Lehen. Rittmeister Christoph von Amelunxen ließ 1561 auf seinem Hof in Höxter ein Haus errichten, das dann als Dechanei diente. Anfang des 17. Jahrhunderts belieh Landgraf Moritz von Hessen-Kassel den Amtmann Rabe von Amelunxen, nach dem Erlöschen des Geschlechts von Bodensee um 1603, mit den plessischen Lehen zu Bodensee. In Braunschweig-Lüneburg waren Angehörige zu Gesmold mit Schloss Gesmold (1540–1608), Grönenberg und Osen besitzlich. Im 18. Jahrhundert gelangte Kannewurf in Thüringen in deren Besitz. Später kamen unter anderem Rorup (1809 bis 1838) und Köpping in Familienbesitz.
Während des 18. und 19. Jahrhunderts zeichneten sich Mitglieder der Familie vor allem in hessischen und preußischen Militärdiensten aus.

### Standeserhebungen

Leichenstein von 1573 des Ludolf von Amelunxen und seiner Frau Ursula von Cramm in der alten Kirche zu Amelunxen

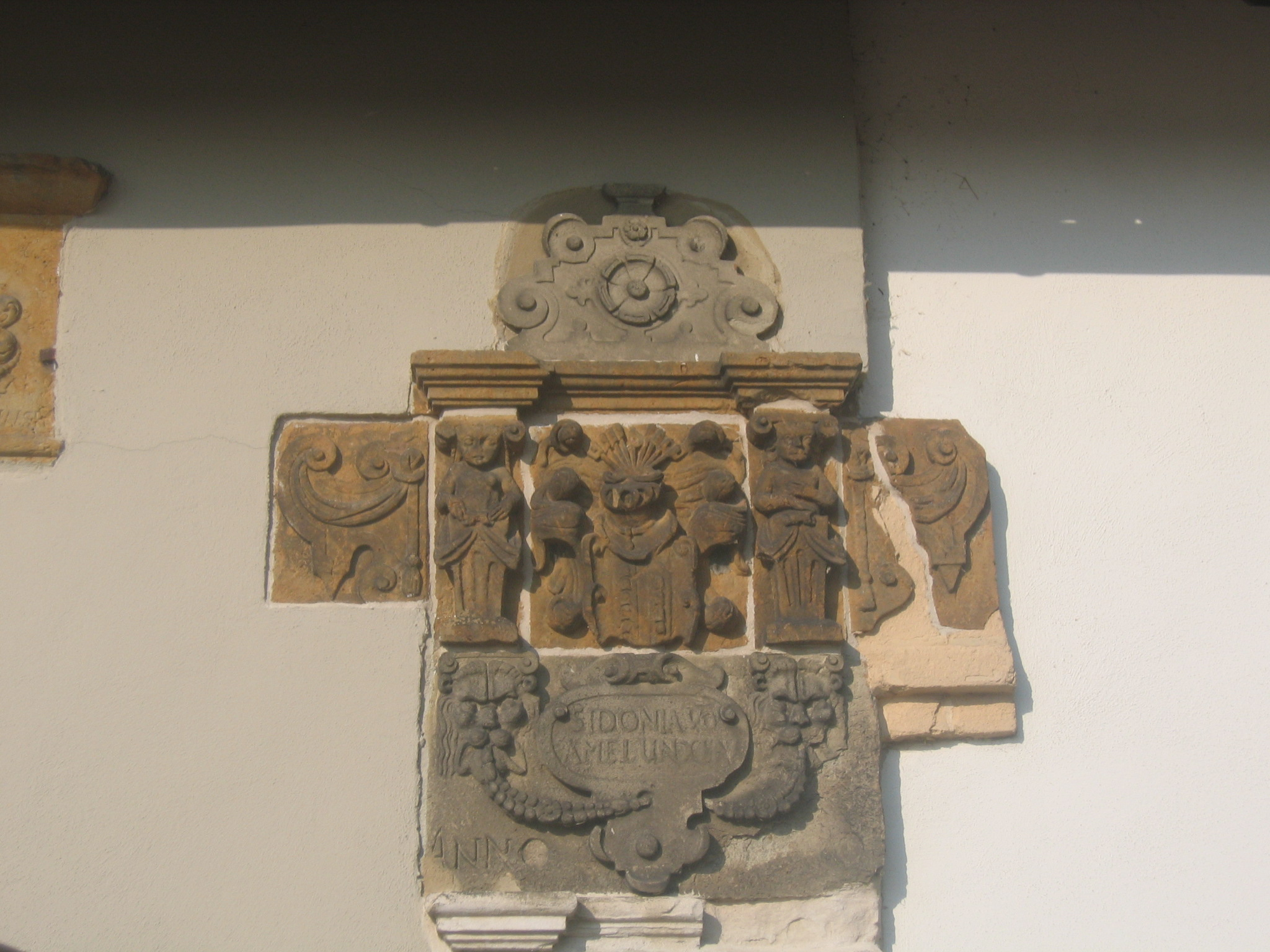
Wappen am Gut Bruchmühlen, Melle, Niedersachsen

Aloysius von Amelunxen, Mitherr auf Hofgeismar und Kelse (Kelze), erhielt am 3. März 1842 eine Anerkennung der Zugehörigkeit zur Althessischen Ritterschaft.
August von Amelunxen, preußischer Hauptmann, erhielt durch Allerhöchste Kabinettsorder am 21. August 1867 zu Berlin eine Genehmigung zur Fortführung des Freiherrentitels, ebenso wie Aloys von Amelunxen, preußischer Sekondeleutnant, am 15. Oktober 1879 zu Baden-Baden. Am 21. September 1903 zu Danzig erhielt Arnold von Amelunxen, preußischer Oberst und Kommandeur des Grenadier-Regiments „König Friedrich Wilhelm I.“ (2. Ostpreußisches) Nr. 3 die preußische Genehmigung zur Fortführung des Freiherrenstandes.

## Wappen

### Stammwappen
Das Stammwappen zeigt in Rot zwei mit je viereinhalb blauen Eisenhüten belegte silberne Pfähle (Eisenhutfeh). Auf dem Helm mit rot-silbernen Decken neun silberne Turnierlanzen mit wie der Schild bezeichneten Fähnlein.

### Kommunalwappen
Der Eisenhutfeh aus dem Wappen der Familie Amelunxen erscheint noch heute im Gemeindewappen von Bodensee.

Gemeinde Bodensee

## Bekannte Familienmitglieder
- Aloysius von Amelunxen (1787–1860), kurhessischer Generalleutnant und Mitglied der Kurhessischen Ständeversammlung
- Arnold von Amelunxen (1849–1910), preußischer Generalleutnant
- August von Amelunxen (1828–1900), preußischer Generalleutnant
- Friedrich von Amelunxen (1860–1916), preußischer Generalmajor
- Hermann von Amelunxen († 1580), Drost des Amts Reckenberg
- Hubertus von Amelunxen (* 1958), Präsident der Hochschule für Bildende Künste Braunschweig